# Eulasia bicolor bicolor
Eulasia bicolor bicolor es una subespecie de coleóptero de la familia Glaphyridae.

## Distribución geográfica
Habita en Grecia y Turquía.